# Masters of the Sun Vol. 1
Masters of the Sun Vol. 1 — седьмой студийный альбом американской хип-хоп группы Black Eyed Peas. Альбом был выпущен 26 октября 2018 во всём мире. Альбом стал первым релизом Black Eyed Peas за последние 8 лет, а также первым после ухода из группы Ферги. Пластинка стала для группы возвращением к истокам, Black Eyed Peas снова стали трио.

## Об альбоме
Ухудшающийся политический и социальный климат в Соединённых Штатах к концу президентства Обамы вызвал обеспокоенность в группе, из-за гибели сотрудников правоохранительных органов и беспорядков в Фергюсоне, штат Миссури, вдохновив группу написать «Ring the Alarm» в 2014 году. В августе 2016 года группа выпустила ремейк «#WhereIsTheLove?» С обновлёнными текстами песен и многочисленными артистами, посвящёнными таким темам, как движение «Black Lives Matter», насилие с применением огнестрельного оружия в США, гражданская война в Сирии и кризис беженцев. и терроризм в Европе. Группа назвала ремейк «призывом к спокойствию», в котором просили «прекратить ненависть и насилие, в результате которых погибло много людей». Это была последняя запись Black Eyed Peas с участием Ферги, после её релиза, в феврале 2018 года, было объявлено о том, что Ферги всё-таки покинула группу. В 2017 году The Black Eyed Peas совместно с Marvel Comics выпустили научно-фантастический графический роман супергероев под названием Masters of the Sun, в котором упоминаются социальные проблемы и уличная культура в Лос-Анджелесе. Адаптация романа к устройствам дополненной реальности включала в себя мрачный саундтрек джаза и соула, написанный Хансом Циммером, который вдохновил «настроение» следующего альбома Black Eyed Peas. will.i.am был непреклонен в уходе от поп-центрического звучания The E.N.D. и The Beginning, к ужасу лейбла группы Interscope.

## Список композиций
| №   | Название                                                                         | Длительность |
| --- | -------------------------------------------------------------------------------- | ------------ |
| 1.  | «Back 2 Hiphop (featuring Nas)»                                                  | 5:18         |
| 2.  | «Yes or No»                                                                      | 5:04         |
| 3.  | «Get Ready»                                                                      | 4:10         |
| 4.  | «4ever (feat. Esthero)»                                                          | 3:48         |
| 5.  | «Constant pt.1 pt.2 (featuring Slick Rick)»                                      | 5:03         |
| 6.  | «Dopeness (featuring CL)»                                                        | 4:38         |
| 7.  | «All Around the World (featuring Phife Dawg, Ali Shaheed Muhammad and Posdnuos)» | 5:01         |
| 8.  | «New Wave»                                                                       | 4:54         |
| 9.  | «Vibrations pt.1 pt.2»                                                           | 4:21         |
| 10. | «Wings (featuring Шерзингер, Николь)»                                            | 5:29         |
| 11. | «Ring the Alarm pt.1 pt.2 pt.3»                                                  | 5:58         |
| 12. | «Big Love»                                                                       | 4:35         |

| №   | Название                           | Длительность |
| --- | ---------------------------------- | ------------ |
| 13. | «Street Livin'»                    | 3:05         |
| 14. | «Get It»                           | 3:30         |
| 15. | «Constant pt.2» (extended version) | 6:01         |

## История создания
До анонса и выпуска Masters of the Sun Vol. 1, The Black Eyed Peas выпустили множество синглов в течение 2018 года из сессий записи альбома: «Street Livin» 9 января, «Ring the Alarm» 18 мая, «Get It» 10 июля и «Constant» 30 августа, каждый трек выл выпущен с сопровождающими музыкальными видео, первые три из которых политически заряжены.

## Заимствования
Британский электронный музыкант Lone вместе со своим лейблом R&S публично обвинил The Black Eyed Peas в незаконном семплировании его трека 2013 года «Airglow Fires» для пятого трека Masters of the Sun, «Constant». R&S утверждает, что ни группа, ни Interscope Records не связались с ними за разрешением семплировать трек. Как The Black Eyed Peas, так и will.i.am ранее были вовлечены в аналогичные правовые споры из-за «Party All the Time» из альбома E.N.D. и «Let’s Go» из альбома #willpower.

## Критика
Masters of the Sun Vol. 1 получил общее признание от критиков. Гленн Гамбоа из Newsday высоко оценил альбом, охарактеризовав его как «долгожданное возвращение» для группы, также добавив, что группа «возвратила преимущество, которое когда-то было у Peas» в треке «Yes or No», и выделил социально сознательную лирику в треке «Ring the Alarm», влияние джаза на «Vibrations» и позитивно оценил вокал Николь Шерзингер в треке «Wings».